# Campeonato Paulista de Futebol de 1948 - Segunda Divisão
O Campeonato Paulista de Futebol de 1948 - Segunda Divisão foi a segunda edição da competição de futebol de São Paulo, equivaleu ao segundo nível do futebol do estado. O XV de Piracicaba foi bicampeão do torneio, e obteve a primeira promoção de um clube do interior, para disputar o Campeonato Paulista de Futebol de 1949 da Primeira Divisão.

## Forma de disputa
As 43 equipes foram divididas em 3 grupos, denominadas Séries Preta, Branca e Vermelha (as cores da bandeira paulista), onde cada grupo disputou em pontos corridos, em turno e returno. O Campeão de cada série avançou para a fase final, conhecido como "Torneio dos Finalistas", também disputado em pontos corridos em turno e returno. Nesta edição houve empate de pontos entre as 3 equipes, e como o regulamento não previa critérios de desempate, foi realizado um sorteio para definir o finalista, e as outras duas equipes fizeram a semifinal.